# Рифт Терсейра
Рифт Терсейра — рифт розташований біля Азорських островів в Атлантичному океані. Належить до атлантичної системи розломів. 

## Розташування
Прямує від Азорського трійника на заході до Азорсько-Гібралтарського трансформного розлому на південному сході. Відокремлює Євразійську плиту на півночі від Африканської плити на півдні. 

## Походження назви
Рифт Терсейра названо через острів Терсейра, через який він проходить.